# Damien Chouly

a Compétitions nationales et continentales officielles uniquement.

b Matchs officiels uniquement.
Dernière mise à jour le 20 novembre 2021.
Damien Chouly, né le 27 novembre 1985 à Limoges (Haute-Vienne), est un joueur international français de rugby à XV jouant au poste de troisième ligne centre.

## Biographie

### Carrière en club
En 2014, il est nommé capitaine de l'ASM Clermont Auvergne par le nouvel entraîneur en chef Franck Azéma, succédant ainsi à Aurélien Rougerie.

### Carrière internationale
Le 25 juin 2006, à Clermont-Ferrand, il est champion du Monde des moins de 21 ans avec l'équipe de France. Il est convoqué le mois suivant pour des tests physiques avec le groupe France en compagnie de cinquante joueurs.
Il honore sa première cape internationale en équipe de France le 2 juin 2007 contre l'équipe de Nouvelle-Zélande, alors que les internationaux du Stade toulousain, de l'ASM Clermont Auvergne, du Biarritz olympique et du Stade français disputent les demi-finales du Top 14 2006-07 dans leurs clubs respectifs et ne sont donc pas sélectionnables. Bernard Laporte ne le sélectionne pas pour la Coupe du Monde. Son successeur, Marc Lièvremont, ne lui offre que deux capes.
C'est véritablement avec Philippe Saint-André qu'il accumule les sélections, participant à ses premiers Tournoi des Six Nations et à sa première Coupe du Monde.

### Avec les Barbarians
En juin 2011, il participe à la tournée des Barbarians français en Argentine pour jouer deux matchs contre les Pumas. Les Baa-Baas s'inclinent 23 à 19  à Buenos Aires puis l'emportent 18 à 21 à Resistencia.
En juin 2012, il participe à la tournée des Barbarians français au Japon pour jouer deux matchs contre l'équipe nationale nippone à Tokyo. Les Baa-Baas l'emportent 40 à 21 puis 51 à 18.

## Statistique internationales
Damien Chouly compte 46 capes avec l'équipe de France. Il inscrit trois essais. Il obtient sa première sélection le 2 juin 2007 contre l'équipe de Nouvelle-Zélande.
Damien Chouly dispute cinq éditions du Tournoi des Six Nations, en 2013, 2014, 2015, 2016 et 2017.
Il dispute la Coupe du monde lors de l'édition 2015, participant à cinq rencontres, face à l'Italie, la Roumanie, le Canada, l'Irlande et la Nouvelle-Zélande.
Avant ses sélections avec l'équipe de France, il porte le maillot de différentes sélections de jeunes. Il est ainsi international en moins de 18 ans, disputant trois matchs en 2003 (Pays de Galles, Écosse, Angleterre). Avec les moins de 21 ans, il obtient dix sélections lors de la saison 2004-2005, disputant le championnat du monde 2005 en Argentine où il joue cinq matchs (Italie, Irlande, Angleterre, Australie, Nouvelle-Zélande) et inscrit un essai. La saison suivante, il obtient neuf sélections, dont cinq lors du championnat du monde en France, compétition remportée par les Français,  face à l'Irlande, le Pays de Galles, l'Afrique du Sud par deux fois et l'Australie.

### Liste des essais
| Essai | Adversaire     | Lieu             | Stade           | Compétition | Date             | Résultat |
| ----- | -------------- | ---------------- | --------------- | ----------- | ---------------- | -------- |
| 1     | Tonga          | Le Havre, France | Stade Océane    | Test match  | 16 novembre 2013 | Victoire |
| 2     | Italie         | Paris, France    | Stade de France | Six Nations | 9 février 2016   | Victoire |
| 3     | Pays de Galles | Paris, France    | Stade de France | Six Nations | 18 mars 2017     | Victoire |

## Palmarès

### En club
- USA Perpignan
  - Vainqueur du Championnat de France en 2009
  - Finaliste du Championnat de France en 2010
  - Vainqueur du Championnat de France de 2e division en 2021

- ASM Clermont
  - Finaliste de la Coupe d'Europe en 2013, 2015 et 2017
  - Finaliste du Championnat de France en 2015 et 2019
  - Vainqueur du Championnat de France en 2017

### En sélection nationale

#### Tournoi des Six Nations
| Édition          | Rang | Résultats France | Résultats Chouly | Matchs Chouly |
| ---------------- | ---- | ---------------- | ---------------- | ------------- |
| Six Nations 2013 | 6    | 1 v, 1 n, 3 d    | 0 v, 0 n, 2 d    | 2/5           |
| Six Nations 2014 | 4    | 3 v, 0 n, 2 d    | 3 v, 0 n, 2 d    | 5/5           |
| Six Nations 2015 | 4    | 2 v, 0 n, 3 d    | 2 v, 0 n, 3 d    | 5/5           |
| Six Nations 2016 | 5    | 2 v, 0 n, 3 d    | 2 v, 0 n, 3 d    | 5/5           |
| Six Nations 2017 | 3    | 3 v, 0 n, 2 d    | 2 v, 0 n, 1 d    | 3/5           |

Légende : v = victoire ; n = match nul ; d = défaite ; la ligne est en gras quand il y a Grand Chelem.

#### Coupe du monde
| Édition         | Rang               | Résultats France | Résultats Chouly | Matchs Chouly |
| --------------- | ------------------ | ---------------- | ---------------- | ------------- |
| Angleterre 2015 | Quart de finaliste | 3 v, 0 n, 2 d    | 3 v, 0 n, 2 d    | 5/5           |

Légende : v = victoire ; n = match nul ; d = défaite.